# Nordryggane
Die Nordryggane (norwegisch für Nordrücken) sind eine Gebirgsgruppe aus Bergkämmen und Nunatakkern im ostantarktischen Königin-Maud-Land. Sie sind Teil der Smedfjella im Zentrum des Gebirges Sør Rondane.
Wissenschaftler des Norwegischen Polarinstituts benannten sie 2017 nach ihrer geografischen Lage innerhalb der Smedfjella.